# Мужская сборная Доминиканской Республики по баскетболу
Мужская сборная Доминиканской Республики по баскетболу — национальная баскетбольная команда, представляющая Доминиканскую Республику на международной баскетбольной арене. Управляется Доминиканской федерацией баскетбола.

## Выступления начемпионатах мира
| Год  | Позиция | Турнир                            | Место проведения |
| ---- | ------- | --------------------------------- | ---------------- |
| 1978 | 12      | Чемпионат мира по баскетболу 1978 | Филиппины        |
| 2014 | 13      | Чемпионат мира по баскетболу 2014 | Испания          |
| 2019 | 16      | Чемпионат мира по баскетболу 2019 | Китай            |

## Выступления начемпионатах Америки
| Год  | Позиция | Турнир                               | Место проведения                        |
| ---- | ------- | ------------------------------------ | --------------------------------------- |
| 1980 | —       | Чемпионат Америки по баскетболу 1980 | Сан-Хуан, Пуэрто-Рико                   |
| 1984 | 9       | Чемпионат Америки по баскетболу 1984 | Сан-Паулу, Бразилия                     |
| 1988 | —       | Чемпионат Америки по баскетболу 1988 | Монтевидео, Уругвай                     |
| 1989 | 6       | Чемпионат Америки по баскетболу 1989 | Мехико, Мексика                         |
| 1992 | —       | Чемпионат Америки по баскетболу 1992 | Портленд, США                           |
| 1993 | 9       | Чемпионат Америки по баскетболу 1993 | Сан-Хуан, Пуэрто-Рико                   |
| 1995 | 7       | Чемпионат Америки по баскетболу 1995 | Сан-Мигель-де-Тукуман, Аргентина        |
| 1997 | 9       | Чемпионат Америки по баскетболу 1997 | Монтевидео, Уругвай                     |
| 1999 | 7       | Чемпионат Америки по баскетболу 1999 | Сан-Хуан, Пуэрто-Рико                   |
| 2001 | —       | Чемпионат Америки по баскетболу 2001 | Неукен, Аргентина                       |
| 2003 | 8       | Чемпионат Америки по баскетболу 2003 | Сан-Хуан, Пуэрто-Рико                   |
| 2005 | 6       | Чемпионат Америки по баскетболу 2005 | Санто-Доминго, Доминиканская Республика |
| 2007 | —       | Чемпионат Америки по баскетболу 2007 | Лас-Вегас, США                          |
| 2009 | 5       | Чемпионат Америки по баскетболу 2009 | Сан-Хуан, Пуэрто-Рико                   |
| 2011 | 3       | Чемпионат Америки по баскетболу 2011 | Мар-дель-Плата, Аргентина               |
| 2013 | 4       | Чемпионат Америки по баскетболу 2013 | Каракас, Венесуэла                      |
| 2015 | 6       | Чемпионат Америки по баскетболу 2015 | Мехико, Мексика                         |

| Gold | Silver | Bronze | Всего |
| ---- | ------ | ------ | ----- |
| 0    | 0      | 1      | 1     |

## Состав
| Перейти к шаблону «Состав сборной Доминиканской Республики по баскетболу» | Состав сборной Доминиканской Республики по баскетболу |  |

| Поз. | №  | Имя               | Дата рождения (возраст)  | Рост   | Клуб                   |
| ---- | -- | ----------------- | ------------------------ | ------ | ---------------------- |
| Ф    | 0  | Антонио Пенья     | 20 июля 1986 (38 лет)    | 204 см | Реалес де Ла Вега      |
| З    | 2  | Ригоберто Мендоса | 6 июля 1992 (32 года)    | 191 см | Обрадойро              |
| РЗ   | 3  | Жан Монтеро       | 3 июля 2003 (21 год)     | 190 см | Реал Бетис             |
| РЗ   | 4  | Хелвис Солано     | 1 июня 1997 (27 лет)     | 185 см | Реалес де Ла Вега      |
| АЗ   | 5  | Виктор Лиз (К)    | 12 мая 1986 (38 лет)     | 188 см | Капитанес де Аресибо   |
| РЗ   | 10 | Андрес Фелис      | 15 июля 1997 (27 лет)    | 183 см | Ховентут               |
| Ц    | 11 | Элой Варгас       | 30 декабря 1988 (36 лет) | 211 см | Тротамундос            |
| Ц    | 12 | Анхель Дельгадо   | 20 ноября 1994 (30 лет)  | 206 см | Бешикташ               |
| З    | 20 | Херардо Суэро     | 20 апреля 1989 (35 лет)  | 196 см | Солес де Санто Доминго |
| ЛФ   | 24 | ЭлДжэй Фигероа    | 28 марта 1998 (26 лет)   | 198 см | Ратиофарм              |
| АЗ   | 25 | Лестер Киньонес   | 16 ноября 2000 (24 года) | 196 см | Голден Стэйт Уорриорз  |
| Ц    | 32 | Карл-Энтони Таунс | 15 ноября 1995 (29 лет)  | 213 см | Миннесота Тимбервулвз  |